# Lissapass
Der Lissapass (tschechisch Lyský průsmyk; slowakisch Lyský priesmyk) ist ein Gebirgspass zwischen Tschechien und der Slowakei. Er bildet die natürliche Grenze zwischen den Javorníky im Norden und den Weißen Karpaten im Süden.
Der Pass befindet sich in 528 m Höhe zwischen den Orten Střelná und Strelenka und folgt den Tälern der Bäche Střelenka und Lysky.
Nördlich des Passes erhebt sich bei Francova Lhota der Čubův kopec (720 m) mit einem hölzernen Aussichtsturm. Südlich liegen die Berge Ceškovec (698 m) und Končitá (817 m).
Auf dem Lissapass liegt der Grenzübergang Střelná / Lysá pod Makytou der Staatsstraße 49 zwischen Zlín und Púchov sowie  der Eisenbahngrenzübergang Horní Lideč / Lúky pod Makytou der Bahnstrecke Púchov–Strelenka–Horní Lideč